# Helsepædagogik
Helsepædagogik er Rudolf Steiners pædagogik for udviklinghæmmede, baseret på Steiners filosofiske livsanskuelse antroposofien, der tager udgangspunkt i reinkarnationen og karmalæren (læren om sjælevandring).
Rudolf Steiners helsepædagogik tager udgangspunkt i, at ethvert menneske – uden hensyn til begavelse eller intelligens, – er et evigt sjæleligt og åndeligt individ. Steiner mente derfor, at selv om et fysisk legeme var sygt, kunne sjælen stadig være rask. Den udviklingshæmmedes sjæl blev derfor et centralt element i Steiners helsepædagogik.
Pædagogiske tiltag som håndværksmæssige, kreative og musiske aktiviteter er vigtige redskaber i helsepædagogikken, da de skal medvirke til, at Steiners pædagoger når ind til den sunde sjæl i det syge legeme.
Rudolf Steiners helsepædagogik har opnået en vis anerkendelse i specialpædagogiske kredse, men er også blevet kritiseret for, at de helsepædagogiske institutioner kan virke lukkede i forhold til omverdenen, og at der er en generel misforståelse om at pædagogikken udøves fra en religiøs baggrund.